# Feline
Albums de The Stranglers
La Folie
(1981) Aural Sculpture
(1984)
Singles
1. European Female
Sortie : décembre 1982
2. Midnight Summer Dream
Sortie : février 1983
3. Paradise
Sortie : juillet 1983

Feline est le septième album studio de The Stranglers et est sorti en janvier 1983 (sur le label Epic au Royaume-Uni ). Feline s'est fortement inspiré de deux des influences musicales dominantes en Europe de l'époque, en utilisant principalement des guitares acoustiques et des batteries électroniques ainsi que les synthétiseurs de Dave Greenfield.
Feline a culminé plus haut que leur précédent album studio, La Folie, atteignant la 4e place du UK Albums Chart.

## Liste des pistes
Toutes les chansons sont écrites et composées par The Stranglers.
| 1. | Midnight Summer Dream               | 6:12 |
| 2. | It's a Small World                  | 4:34 |
| 3. | Ships That Pass in the Night        | 4:06 |
| 4. | European Female (In Celebration Of) | 3:59 |

| Face B | Face B                 | Face B | Face B | Face B | Face B | Face B | Face B | Face B | Face B |
| No     | Titre                  | Durée  |        |        |        |        |        |        |        |
| ------ | ---------------------- | ------ | ------ | ------ | ------ | ------ | ------ | ------ | ------ |
| 5.     | Let's Tango in Paris   | 3:12   |        |        |        |        |        |        |        |
| 6.     | Paradise               | 3:46   |        |        |        |        |        |        |        |
| 7.     | All Roads Lead to Rome | 3:50   |        |        |        |        |        |        |        |
| 8.     | Blue Sister            | 3:57   |        |        |        |        |        |        |        |
| 9.     | Never Say Goodbye      | 4:10   |        |        |        |        |        |        |        |
| 38:31  |                        |        |        |        |        |        |        |        |        |

## Personnel
The Stranglers
- Hugh Cornwell - chant, guitare
- Jean-Jacques Burnel - basse, chant
- Dave Greenfield - claviers
- Jet Black - batterie, percussions

avec :
- Anna Von Stern, France Lhermitte - chœurs sur "Paradise"

Technique
- Tony Visconti - mixage
- Nick Marchant - direction artistique, conception
- Tim Widdal - conception